# Fauché (Busted)
Clip vidéo
[vidéo] « Fauché - Eddy Mitchell », sur YouTube
[vidéo] « Busted - Ray Charles », sur YouTube
Fauché (Busted) est une chanson blues rock rhythm and blues d'Eddy Mitchell, extrait de son album Toute la ville en parle... Eddy est formidable, elle sort en super 45 tours en 1964. Fauché est l'un de ses premiers succès depuis ses débuts en solo et sa séparation d'avec Les Chaussettes noires.

## Histoire
Eddy Mitchell se sépare de son groupe Les Chaussettes noires en 1963 pour débuter une carrière solo. Il reprend avec succès à cette période le tube rhythm and blues américain Busted (en), d'Harlan Howard (1962), rendu célèbre dans le monde entre autres par sa reprise de Ray Charles en 1963,. Il l'enregistre à Londres avec les musiciens du London All Stars, avec des paroles françaises, écrites par lui même, variantes des paroles originales, sur le thème de « Mon cœur est triste, ma vie est vide, je suis fauché, tous mes tourments proviennent de l'argent, je suis fauché... ». Fauché est avec Toujours un coin qui me rappelle (issue du même single), l'un de ses premiers hits depuis qu'il a entamé une carrière en solo.

## Discographie
Octobre 1964 : 33 tours Barclay 80240 Toute la ville en parle... Eddy est formidable,.
Décembre 1964 :
45 tours promotionnel Barclay 60519 : Fauché, Mais pas pour moi,.
super 45 tours Barclay 70687 : Toujours un coin qui me rappelle, Je défendrai mon amour, Fauché, J'ai tout perdu,.
Discographie live
1978 : Live (Eddy Mitchell Palais des sports 1977),.
1994 : Retrouvons notre héros Eddy Mitchell à Bercy,.
1995 : Big band au Casino de Paris,.

## Reprise
Eddy Mitchell reprend ce tube avec succès sur de nombreux albums et compilations de sa carrière.